# 小野ゴルフ倶楽部

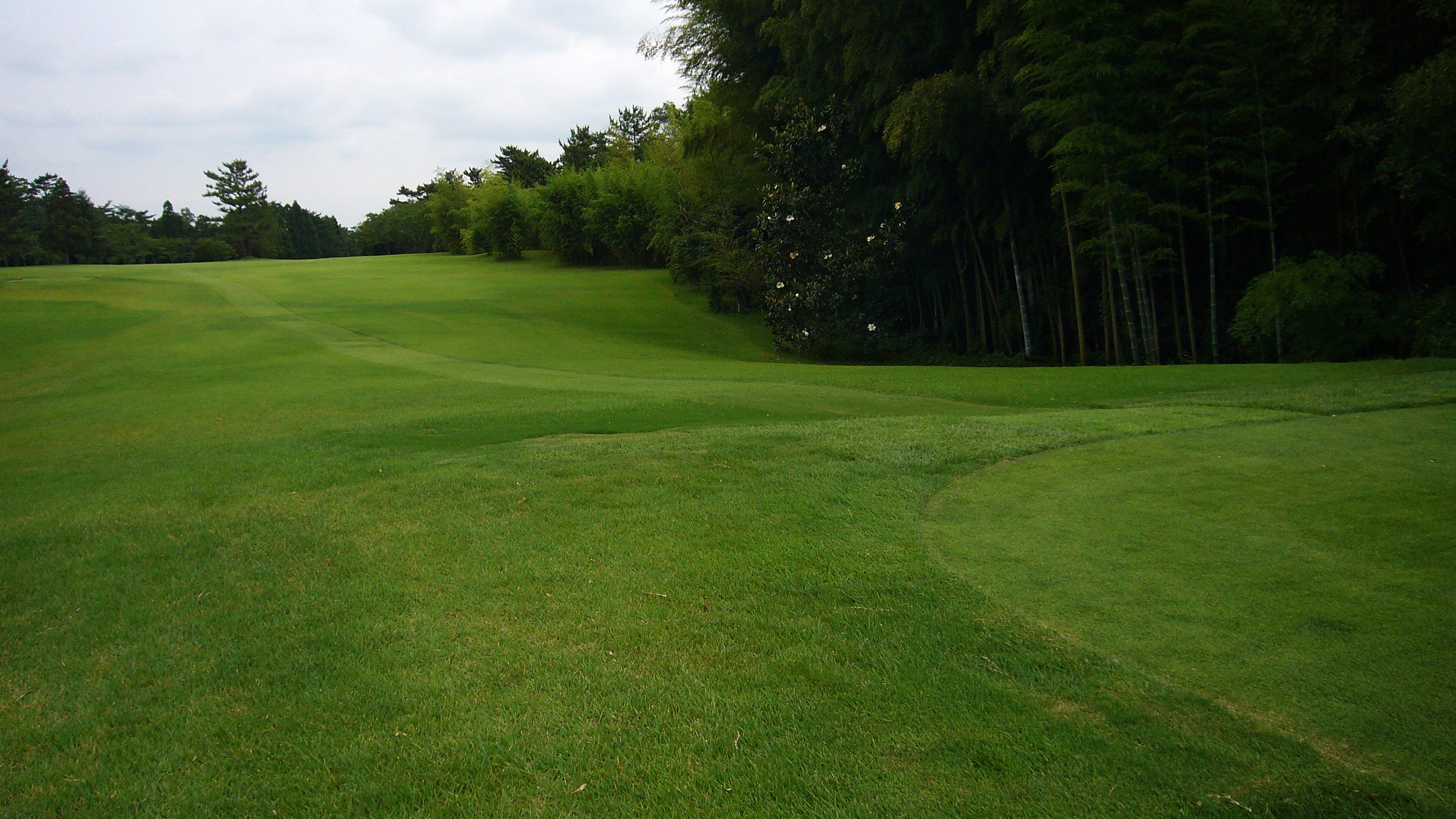
11番ホール

小野ゴルフ倶楽部（おのごるふくらぶ）は兵庫県小野市にあるメンバーシップ制のゴルフ場である。日本オープンをはじめJGA・KGUの公式競技が多数開催された名門コースである。
コース設計は上田治でアウトはダイナミックなレイクヒルコース、インは松林の林間コースという構成。クラブハウスはヒュッテをイメージさせる外観でヒマラヤスギの林間に建てられている等、播磨中部丘陵県立自然公園内という立地を意識したものになっている。
広野ゴルフ倶楽部は姉妹コースである。

## コース情報
- 開場日 - 1961年11月3日
- 設計者 - 上田治
- レイアウト - 丘陵・林間
- 面　積 - 790,000m2
- ヤーデージ - 6,915y

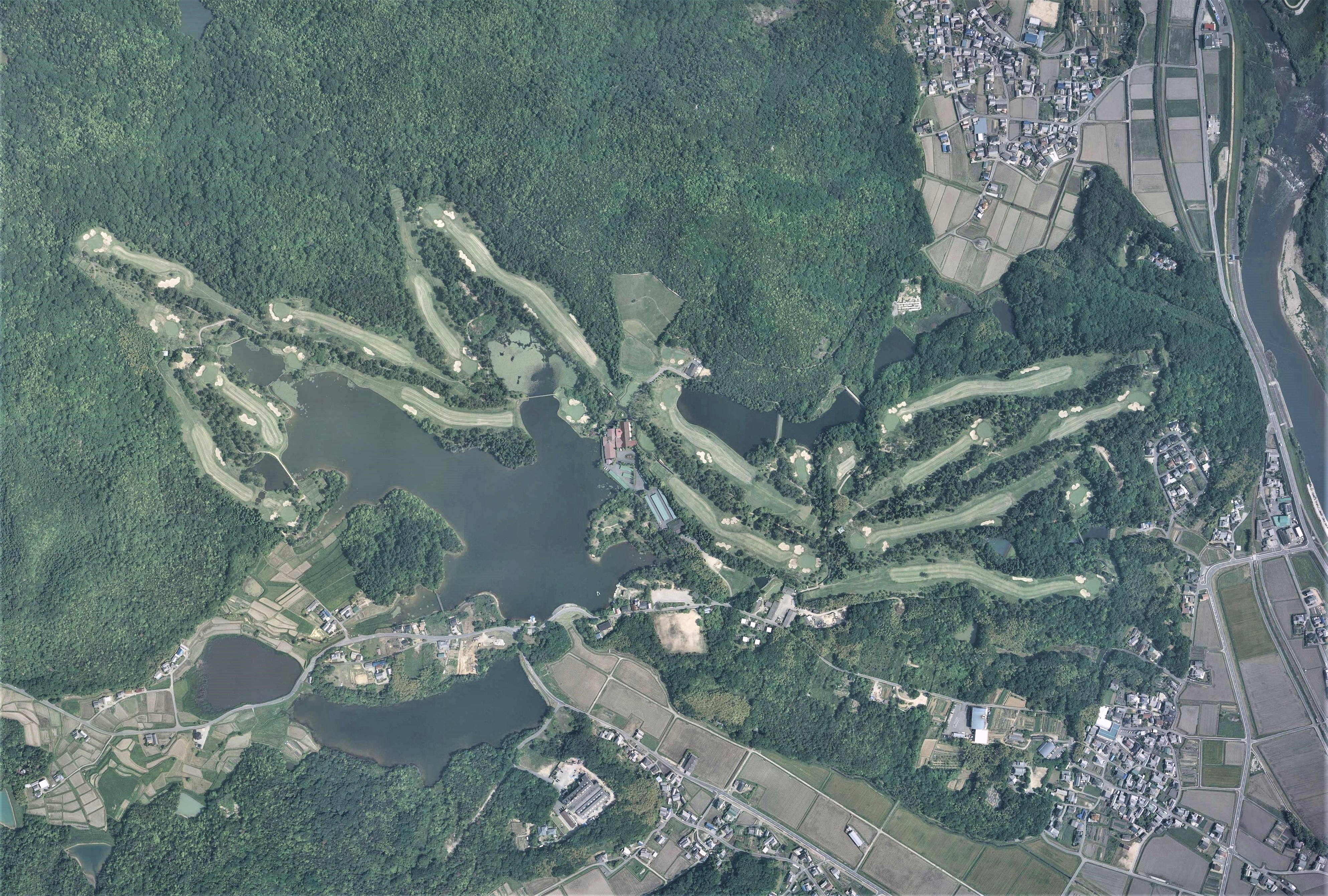
小野ゴルフ倶楽部の空中写真。
2009年5月20日撮影の2枚を合成作成。
。

- ホール / パー - 18H / Par72
- グリーン - ベント1
- レート - 73.9
- 練習場 - 220y/20打席
- 加盟団体 - JGA、KGU
- 定休日 -  毎週月曜日、12月31日、1月1日
- 所在地 - 〒675-1343　兵庫県小野市来住町12251

## 交通アクセス
- 神戸電鉄粟生線 小野駅または粟生駅 タクシー10分
- 山陽自動車道 三木小野IC 10km